# Il fiore dai petali d'acciaio
Il fiore dai petali d'acciaio è un film del 1972 diretto da Gianfranco Piccioli.

## Trama
Andrea, medico chirurgo di grande fama, versa in una complicata situazione sentimentale: la moglie è ricoverata presso una clinica psichiatrica mentre Daniela, la sua amante, dimostra un carattere difficile e spesso distante. Per questo motivo l'uomo decide di troncare la sua relazione con Daniela. Una sera Andrea riceve una visita da una donna, il cui viso resta celato. Dopo un diverbio, la misteriosa donna aggredisce l'uomo e tenta di strangolarlo: Andrea, cercando di difendersi, spinge a terra la donna che cade contro una grossa scultura in acciaio, un fiore dai lunghi petali acuminati. Nel cadere la donna si ferisce con alcuni dei petali della scultura e muore. L'uomo si vede perciò costretto a liberarsi del corpo.
Qualche giorno dopo Andrea viene contattato da Evelyn, sorella di Daniela, che lamenta l'inspiegabile scomparsa della sorella. Tutto lascia intendere che, la donna morta a casa del medico, altro non sia che Daniela che, oramai da diversi giorni, non dà più notizia di sé. In un crescendo di eventi tortuosi, un misterioso maniaco, uccide Evelyn, brandendo un affilato rasoio. Il professor Andrea, dal canto suo, è vittima di una serie di ricatti, che finiscono col prosciugargli ogni ricchezza. Solo alla fine l'arcano verrà svelato: la notte del diverbio Andrea non aveva avuto una colluttazione con Daniela ma con la propria moglie, fuggita dal manicomio ove era ricoverata. Daniela, in combutta con la segretaria di Andrea, Lena, aveva organizzato la fuga della moglie pazza dal manicomio, dopodiché, la aveva accompagnata presso l'abitazione del medico.
Dopo la colluttazione e la caduta a terra della moglie dell'uomo, Daniela, senza essere vista, si era avvicinata al corpo e, brandendo un petalo della pesante scultura aveva tagliato la gola alla donna, facendo credere all'uomo di essere il solo responsabile della morte di sua moglie. Da quel momento, Daniela, era rimasta nascosta, facendo maturare, nella sorella Evelyn, il sospetto del suo decesso. Dopo le pressanti richieste di spiegazione da parte di Evelyn ad Andrea, Daniela aveva provveduto ad uccidere Evelyn, facendo ricadere ogni sospetto sull'uomo che, se non altro, una volta arrestato, si era visto costretto a confessare l'omicidio della moglie (del quale si sentiva responsabile). Sempre con la complicità di Lena, Daniela, aveva progressivamente ricattato Andrea, venendo in possesso di ogni suo avere, fra cui una lussuosa barca a bordo della quale, Daniela e Lena, si allontanano. Il medico, arrestato, si ritrova solo ma forse la polizia ha scoperto qualcosa.